# Płoki (Klein-Polen)
Płoki is een dorp in de Poolse woiwodschap Klein-Polen. De plaats maakt deel uit van de gemeente Trzebinia en telt 962 inwoners.